# The Final Payment (film 1916)
The Final Payment è un cortometraggio muto del 1916 diretto da Wilbert Melville.

## Produzione
Il film fu prodotto dalla Lubin Manufacturing Company.

## Distribuzione
Distribuito dalla General Film Company, il film - un cortometraggio in due bobine - uscì nelle sale USA il 30 maggio 1916.